# Kushtia

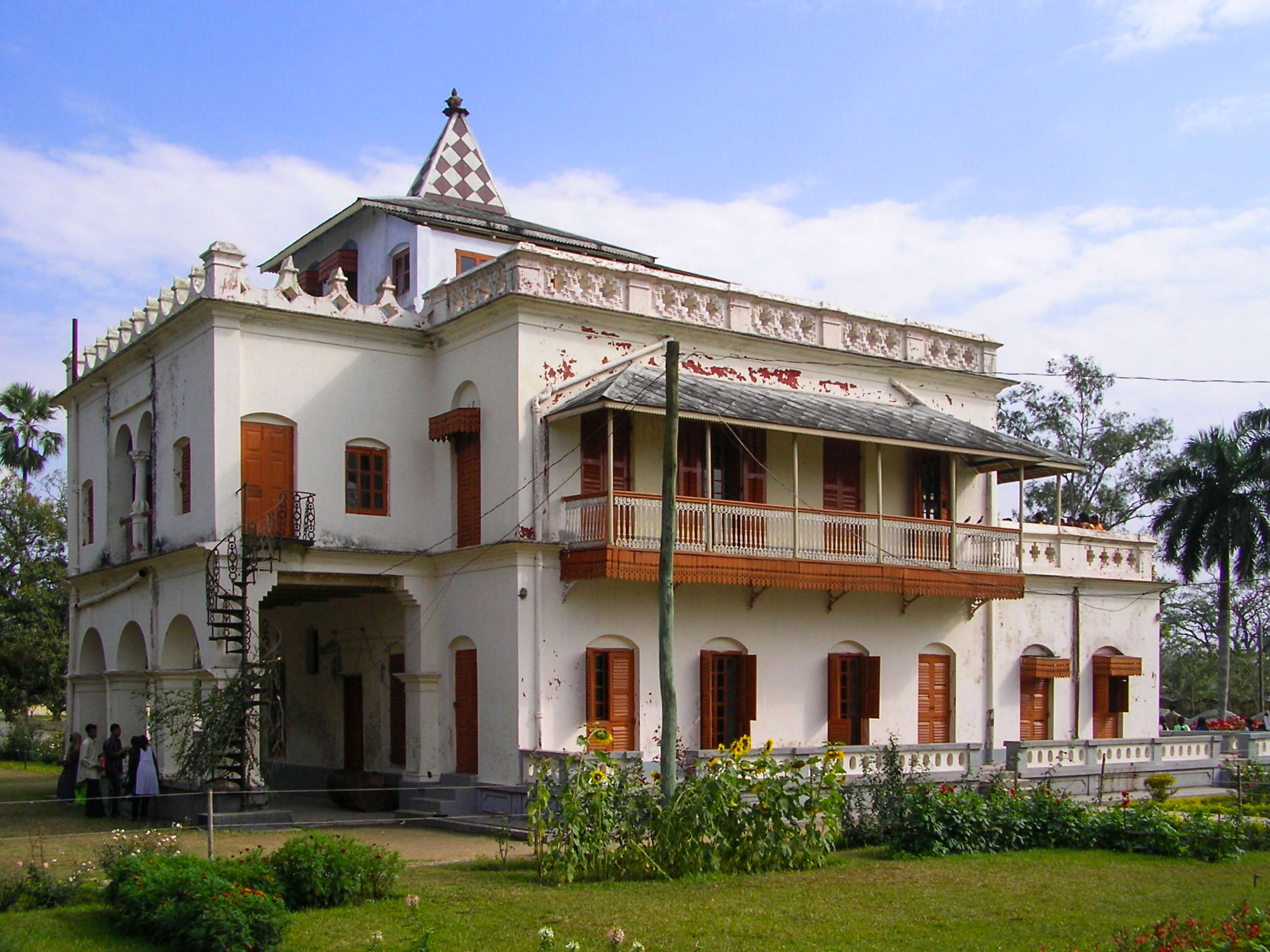
Kushtia

Kushtia är en stad vid floden Madhumati i västra Bangladesh, och tillhör Khulnaprovinsen. Folkmängden uppgick till 102 988 invånare 2011, med förorter 108 423 invånare. Stadens namn kommer från kushta, vilket betyder jute och syftar på den odling av detta som förr var en viktig näring i området. Kushtia blev en egen kommun 1869.